# Campionatul Mondial de Scrimă din 2011
Campionatul Mondial de Scrimă din 2011 s-a desfășurat în perioada 8-16 octombrie la Catania în Italia.

## Rezultate

### Masculin
| Probă                 | Aur                                                                      | Argint                                                                         | Bronz                                                                     |
| Spadă la individual   | Paolo Pizzo (ITA)                                                        | Bas Verwijlen (NED)                                                            | Fabian Kauter (SUI) · Park Kyoung-doo (KOR)                               |
| Spadă pe echipe       | Franța Ronan Gustin Gauthier Grumier Jean-Michel Lucenay Yannick Borel   | Ungaria Géza Imre Péter Somfai Gábor Boczkó Péter Szényi                       | Elveția Fabian Kauter Benjamin Steffen Max Heinzer Florian Staub          |
| Floretă la individual | Andrea Cassarà (ITA)                                                     | Valerio Aspromonte (ITA)                                                       | Giorgio Avola (ITA) · Victor Sintès (FRA)                                 |
| Floretă pe echipe     | China Zhang Liangliang Lei Sheng Zhu Jun Ma Jianfei                      | Franța Marcel Marcilloux Victor Sintès Erwann Le Péchoux Brice Guyart          | Germania Sebastian Bachmann Peter Joppich Benjamin Kleibrink André Weßels |
| Sabie la individual   | Aldo Montano (ITA)                                                       | Nicolas Limbach (GER)                                                          | Gu Bon-gil (KOR) · Luigi Tarantino (ITA)                                  |
| Sabie pe echipe       | Rusia Nikolai Kovaliov Veniamin Reșetnikov Aleksei Iakimenko Pavel Bîkov | Belarus Valeri Priiomka Aliaksandr Buikevici Dmitri Lapkes Aliaksei Lihaceuski | Italia Diego Occhiuzzi Aldo Montano Gianpiero Pastore Luigi Tarantino     |

### Feminin
| Probă                 | Aur                                                                         | Argint                                                                      | Bronz                                                                                      |
| Spadă la individual   | Li Na (CHN)                                                                 | Sun Yujie (CHN)                                                             | Ana Maria Brânză (ROU) · Anca Măroiu (ROU)                                                 |
| Spadă pe echipe       | România · Anca Măroiu · Loredana Dinu · Simona Alexandru · Ana Maria Brânză | China Luo Xiaojuan Li Na Sun Yujie Xu Anqi                                  | Italia Rossella Fiamingo Mara Navarria Nathalie Moellhausen Bianca Del Carretto            |
| Floretă la individual | Valentina Vezzali (ITA)                                                     | Elisa Di Francisca (ITA)                                                    | Lee Kiefer (USA) · Nam Hyun-hee (KOR)                                                      |
| Floretă pe echipe     | Rusia Inna Deriglazova Aida Șanaeva Larisa Korobeinikova Evgenia Lamonova   | Italia Arianna Errigo Valentina Vezzali Elisa Di Francisca Ilaria Salvatori | Coreea de Sud Lee Hye-sun Nam Hyun-hee Jeon Hee-sook Jung Gil-ok                           |
| Sabie la individual   | Sofia Velikaia (RUS)                                                        | Mariel Zagunis (USA)                                                        | Iulia Gavrilova (RUS) · Olha Harlan (UKR)                                                  |
| Sabie pe echipe       | Rusia Ekaterina Diacenko Sofia Velikaia Iulia Gavrilova Dina Galiakbarova   | Ucraina Olena Homrova Halîna Pundîk Olha Harlan Olha Jovnir                 | Statele Unite ale Americii Ibtihaj Muhammad Mariel Zagunis Dagmara Wozniak Daria Schneider |

## Clasament pe medalii
Legendă
  *   Țara gazdă
  *   România
| Loc   | Țară          | Aur | Argint | Bronz | Total |
| ----- | ------------- | --- | ------ | ----- | ----- |
| 1     | Italia        | 4   | 3      | 4     | 11    |
| 2     | Rusia         | 4   | 0      | 1     | 5     |
| 3     | China         | 2   | 2      | 0     | 4     |
| 4     | Franța        | 1   | 1      | 1     | 3     |
| 5     | România       | 1   | 0      | 2     | 3     |
| 6     | Statele Unite | 0   | 1      | 2     | 3     |
| 7     | Germania      | 0   | 1      | 1     | 2     |
| 7     | Ucraina       | 0   | 1      | 1     | 2     |
| 9     | Belarus       | 0   | 1      | 0     | 1     |
| 9     | Ungaria       | 0   | 1      | 0     | 1     |
| 9     | Țările de Jos | 0   | 1      | 0     | 1     |
| 12    | Coreea de Sud | 0   | 0      | 4     | 4     |
| 13    | Elveția       | 0   | 0      | 2     | 2     |
| Total | Total         | 12  | 12     | 18    | 42    |